# Caladenia flaccida
Caladenia flaccida är en orkidéart som beskrevs av David Lloyd Jones. Caladenia flaccida ingår i släktet Caladenia och familjen orkidéer. Inga underarter finns listade i Catalogue of Life.